# Charles Burlingame
Charles Frank Burlingame III (Saint Paul, 12 settembre 1949 – Arlington, 11 settembre 2001) è stato un aviatore statunitense.
Era il pilota del Volo American Airlines 77, che si schiantò contro il Pentagono negli attentati dell'11 settembre 2001.

## Biografia

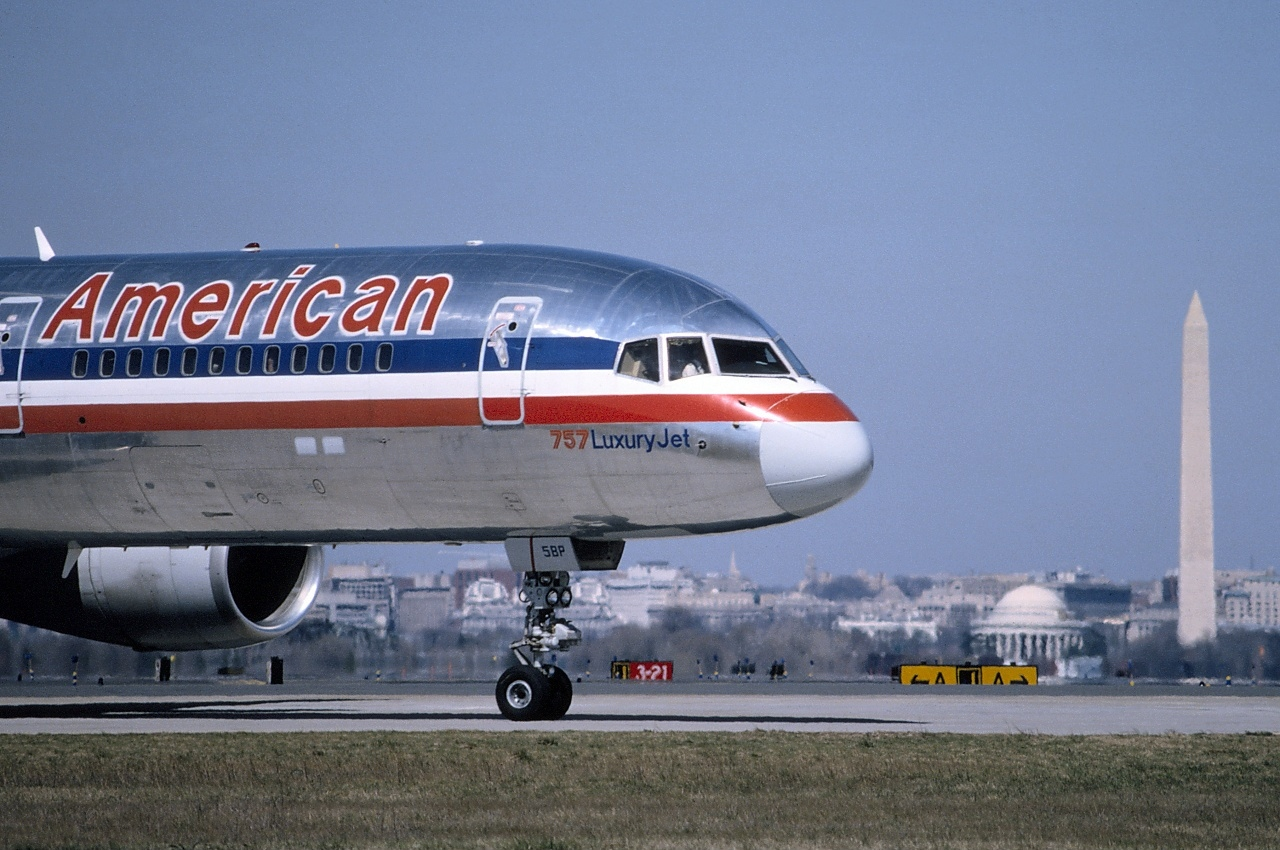
Boeing 757-223 N644AA coinvolto nell'incidente, all'Aeroporto Nazionale di Washington-Ronald Reagan nel marzo 1995 sei anni prima dell'attentato.

Nacque il 12 settembre 1949 a Saint Paul, città del Minnesota, figlio maggiore di Charles Frank "Chuck" Burlingame (1923–1999), e di Patricia Ann Meyer (1930–2000). Durante la sua infanzia si trasferì in California, e successivamente in Inghilterra, per via del lavoro del padre, anche egli pilota di aerei di linea, e membro dell'United States Air Force Reserve. Si laureò nel 1967 presso l'Anaheim High School di Anaheim, nella California centrale. Per un periodo di tempo ha praticato il Boy Scouts dove ha ottenuto il grado di Eagle Scout. Ottenne il titolo di Bachelor of Science una seconda volta in Ingegneria Aeronautica presso l'United States Naval Academy di Annapolis nel 1971.
Durante il servizio nell'US Navy dove ottenne il brevetto di pilota militare, prestando servizio presso il Fighter Squadron 103, allora dotato dei caccia McDonnell Douglas F-4 Phantom II, imbarcato sulla portaerei USS Saratoga (CV-60), raggiungendo il grado di Capitano. Fu selezionato per seguire il corso avanzato per piloti da caccia alla Fighter Weapons School (TOPGUN) presso la Naval Air Station (NAS) Miramar, California, ottenendo il relativo brevetto. Nel 1978 lasciò il servizio in marina, pur continuando quello presso la U.S. Naval Reserve, e l'anno successivo andò a lavorare presso la compagnia aerea American Airlines, ma si licenziò nel 1980. Andato a lavorare come manager presso la Lockheed Aerospace, e nel 1982 si sposò con l'assistente di volo Sheri Burlingame, andando a vivere presso Oak Hill, nella Virginia Occidentale. La American Airlines lo richiamò in servizio nel 1984, e ottenne la qualifica di comandante sui Boeing 727 e 757 e 767.
Durante la Guerra del Golfo si offrì volontariamente di ritornare in servizio, prestando servizio presso il Pentagono. Durante il servizio in marina fu decorato con la Defense Superior Service Medal, la National Defense Service Medal (con service star), la Armed Forces Reserve Medal, e la Navy Expert Rifleman Medal, e insignito anche dei Navy Sea Service Deployment Ribbon,  Navy Rifle Marksmanship Ribbon, e Navy and Marine Corps Overseas Service Ribbon (con una service star). Si ritirò definitivamente dell'US Navy Reserve con il grado di Capitano nel 1996, continuando a lavorare a tempo pieno presso la compagnia aerea American Airlines.

### Morte

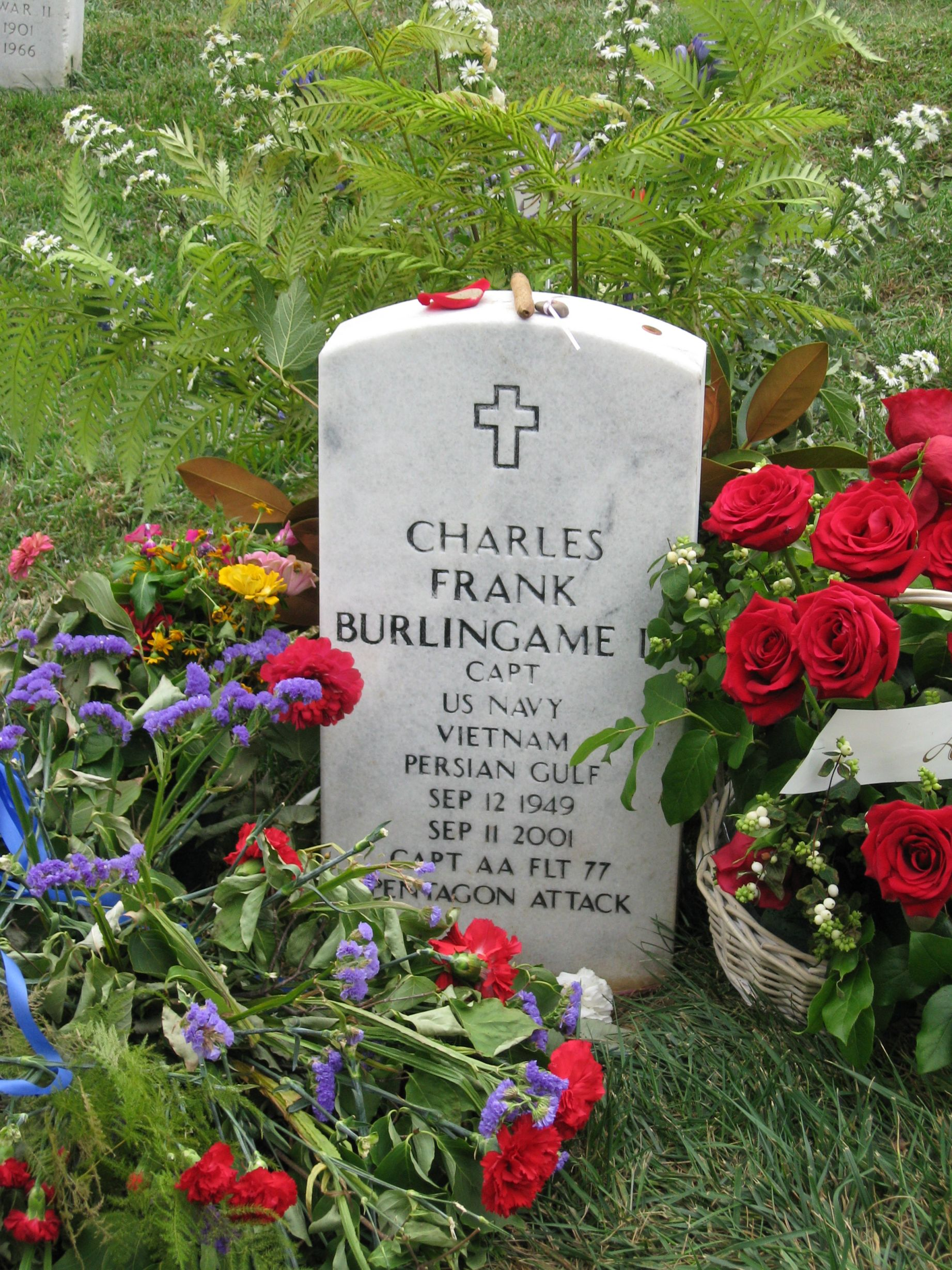
La tomba in cui è sepolto Burlingame, al Cimitero nazionale di Arlington.

Il 10 settembre 2001 fu scelto come pilota, insieme al primo ufficiale David Charlebois, del volo 77 dell'American Airlines con destinazione Los Angeles. La mattina degli attacchi, come era solito fare si mise ai comandi del velivolo insieme a Charlebois. Il volo decollò alle 8:26 con 10 minuti di ritardo. Intorno alle 8:54, dopo che il Volo American Airlines 11 si schiantò contro la Torre Nord, avvenne il dirottamento. A differenza degli altri aerei dirottati, sul volo 77 non ci furono allarmi bomba e passeggeri accoltellati. Burlingame sarebbe dunque morto nell'impatto, e non sull'aereo.
Si ipotizza infatti che i due piloti furono minacciati con dei coltelli e taglierini dai dirottatori stessi, e costretti come i passeggeri a spostarsi verso la coda dell'aereo. Verso le 8:56 il transponder venne spento, contemporaneamente il terrorista Hanjour inserì il pilota automatico, dopo aver effettuato un'ampia virata verso sud. Alle 9:37:44 il Volo 77 si schiantò alla velocità di 850 km/h contro la parete ovest del Pentagono, uccidendo tutti i passeggeri compresi i dirottatori e i membri dell'equipaggio. Il giorno dopo gli attacchi avrebbe compiuto 52 anni.
Il suo corpo fu sepolto, nonostante il problema iniziale del suo stato di riservista, e l'età inferiore ai 60 anni, presso il Cimitero nazionale di Arlington. Il suo nome figura presso il Pannello 9 del National September 11 Memorial & Museum. La sua morte è citata nel musical Come From Away.

### Annotazioni
1. ↑  Charles Frank Burlingame Sr. era un veterano della seconda guerra mondiale, che dopo la fine del conflitto continuò a prestare servizio come sottufficiale nell'USAF.
2. ↑  Mentre frequentava l'Accademia navale ricevette una decorazione da Presidente degli Stati Uniti d'America Lyndon B. Johnson.
3. ↑  Per poter procedere all'inumazione furono appositamente cambiati i criteri di sepoltura presso il cimitero di Arlington.

### Fonti
1. ↑  (EN) Burlingame's parents, su findagrave.com, 13 settembre 2016.
2. 1 2  (EN) Nelson Todd e Phillip Pina, Twin Citians Mourn, Await News of Victims, in Saint Paul Pioneer Press, 12 settembre 2001.
3. ↑  (EN) Charles F. Burlingame III, an Eagle Scout, su pentagonmemorial.org, 25 marzo 2016. URL consultato l'11 aprile 2019 (archiviato dall'url originale il 25 marzo 2016).
4. ↑  (EN) Sandra Gottlieb, Local doctor's brother piloted ill-fated flight 77, in Lancaster New Era, 12 settembre 2001.
5. 1 2 3  (EN) Charles F. Burlingame III awards, su pentagonmemorial.org, 25 marzo 2016. URL consultato l'11 aprile 2019 (archiviato dall'url originale il 25 marzo 2016).
6. ↑  (EN) Susan Levine, Flight 77: Hope Replaced by Grief; Among the Dead From Jetliner Are Lawyers and Engineers, Couples and Children, in The Washington Post, 13 settembre 2001.
7. 1 2  (EN) Charles F. Burlingame III, su names.911memorial.org, 6 novembre 2016. URL consultato l'11 aprile 2019 (archiviato dall'url originale il 27 luglio 2013)..
8. ↑  (EN) Larry King, Amy S. Rosenberg e Jonathan Gelb, Pilot whose jet hit Pentagon had worked there, in The Philadelphia Inquirer, 13 settembre 2001.
9. ↑  (EN) Remembering the Pentagon Victims: Charles Burlingame, in The Washington Post. URL consultato il 10 dicembre 2010.
10. ↑  (EN) Charles Frank Burlingame III, su arlingtoncemetery.net.
11. ↑  (EN) National Commission on Terrorist Attacks Upon the United States, 1, in 9/11 Commission Report, Government Printing Office, 2004.
12. ↑  (EN) Chris Smith, House Backs Smith Bill To Reform Burial  Regulations at Arlington National Cemetery (archiviato dall'url originale il 17 novembre 2006).